# Ázerbájdžán na Zimních olympijských hrách 1998
Ázerbájdžán na Zimních olympijských hrách 1998 v Naganu reprezentovali dva sportovci v jednom sportu.